# Гай Элий Пет
Гай Элий Пет (лат. Gaius Aelius Paetus) — политический деятель эпохи Римской республики.
Происходил из рода Элиев. В 286 году до н. э. Пет был избран ординарным консулом вместе с Марком Валерием Максимом Потитом. Больше о нём ничего неизвестно.